# Xã Israel, Quận Preble, Ohio
Xã Israel (tiếng Anh: Israel Township) là một xã thuộc quận Preble, tiểu bang Ohio, Hoa Kỳ. Năm 2010, dân số của xã này là 1.169 người.